# Географски полюс
Географският полюс е фиксирана точка на въртящо се тяло или планета на 90 градуса от екватора, зависеща от оста на въртене на Земята (лежи близо до пресечната точка на оста на въртене на тялото около себе си и повърхността на тялото, но не съвпада с нея). В картографията полюсите се използват за изходни точки при измерванията. Географските полюси не трябва да се бъркат с магнитните полюси, каквито имат някои планети с магнитно поле (като Земята).
Всяка планета има географски полюси. Смущенията във въртенето на планетата означава, че географските полюси могат леко да се изместват. Земните полюси, например, могат да се придвижват с метри в рамките на години. Тъй като слънчевите лъчи падат под много малък ъгъл на земните полюси, температурите там са много ниски.